# 徐寬
徐寬（1444年—？），字栗夫，浙江海寧所軍籍，台州府太平縣人，明朝政治人物。

## 生平
海寧縣學生，成化十六年（1480年）庚子科浙江鄉試第十三名舉人。成化十七年（1481年）中式辛丑科會試第六十七名，二甲第三十六名進士。官工部主事。著有《醉陶诗集》。

## 家族
曾祖徐淵；祖父徐聰；父徐義，母王氏。严侍下。